# 2013 w informatyce
Kalendarium informatyczne 2013 roku
- 2 stycznia – wydano Ubuntu Touch[1].
- 21 stycznia – amerykański oddział Atari ogłosił upadłość[1].
- 7 lutego – wydano wersję 2.8.4 programu graficznego GIMP[2].
- 9 lutego – Microsoft wydał Surface Pro[1].
- 20 lutego – Sony zaprezentowała PlayStation 4[1].
- luty – Microsoft poinformował, że marka Hotmail zostanie zlikwidowana. Tym samym rozpoczęto przenoszenie 300 milionów użytkowników do usługi Outlook.com[1].
- 20 marca – Google wydało Google Keep[1].
- 20 marca – wprowadzono Steam Early Access[1].
- 20 maja – Yahoo! ogłosiło kupno Tumblr za 1,1 mld dolarów[1].
- 21 maja – Microsoft zaprezentował konsolę Xbox One[1].
- maj – na YouTube rozpoczęto wprowadzanie usługi transmisji na żywo[1].
- czerwiec – Edward Snowden rozpoczął ujawnianie informacji na temat National Security Agency (NSA)[1].
- 7 lipca – uruchomiono kryptowalutę Primecoin[1].
- 31 lipca – wydano standard USB 3.1[1].
- sierpień – powstał komunikator internetowy Telegram[3].
- 17 września – Rockstar North wydał Grand Theft Auto V na Xbox 360 i PlayStation 3[1].
- 10 października – wydano Ubuntu 13.10 z nazwą kodową Saucy Salamander[4].
- 17 października – Microsoft wydał system operacyjny Windows 8.1 oraz przeglądarkę internetową Internet Explorer 11[1].
- 22 października – Microsoft wydał Surface Pro 2[1].
- październik – uruchomiono platformę do udostępniania wideo Rumble[1].
- 22 listopada – na rynek trafiła konsola Xbox One[1].
- Nastąpił gwałtowny wzrost popularności dronów[1].